# Mourad Mouwafi
Mourad Mouwafi (Alexandrië, februari 1950) is een Egyptisch oud-militair, inlichtingenofficier en politicus. Na een loopbaan in het leger kwam hij aan het hoofd van de militaire inlichtingendienst en later van de landelijke veiligheidsdienst te staan. Daarnaast was hij van 2010 tot 2012 gouverneur van de Noordelijke Sinaï.

## Biografie
Mouwafi begon zijn loopbaan in het leger en nam onder meer deel aan de Uitputtingsoorlog (1967-1970) en de Oktoberoorlog (1973).
Na verschillende posities te hebben bekleed in het leger, kwam hij rond 2000 aan het hoofd te staan van de militaire inlichtingendienst. In deze functie had hij geregeld contact met de directeur van de Israëlische militaire inlichtingendienst. Vanaf januari 2010 was hij gouverneur van de Noordelijke Sinaï, die vanuit strategisch oogpunt een gevoelige regio is voor Egypte.
Op 31 januari 2011, toen de Egyptische Revolutie al bijna een week gaande was, werd Omar Suleiman door president Moebarak aangesteld als diens vicepresident. Mouwafi volgde Suleiman op als hoofd van de veiligheidsdienst, ook bekend als de Moeghabarat; hij bleef ook aan als gouverneur. Kort na de val van Moebarak, verdween ook Suleiman van het politieke toneel. Mouwafi bleef wel zitten, ondanks de grote aversie van het volk tegen de dienst. Dit uitte zich onder meer door een aanval van een massa betogers in maart 2011 op het hoofdkantoor van de Moeghabarat. De positie van Mouwafi werd echter niet aangetast en hij verstevigde die zelfs, omdat de leiders van de Opperste Raad misstap na misstap zetten. Ook toen Mohamed Morsi na de verkiezingen van 2012 aantrad als president, bleef Mouwafi op zijn post, totdat militairen in de Noordelijke Sinaï in een hinderlaag liepen waardoor zestien van hen het leven lieten. Morsi zette hem uit zijn functie en liet hem opvolgen door Mohamed Raafat Shehata.
In 2014 was hij tijdelijk in beeld als mogelijk kandidaat voor de komende presidentsverkiezingen. Hij zou de steun hebben gehad van verschillende politieke facties. Nadat Abdul Fatah al-Sisi zich echter kandideerde, maakte hij bekend af te zien van een kandidatuur, omdat hij in Sisi een sterkere kandidaat zag die zich bewust zou zijn van wat de staat en de burgers nodig hebben. Hij richtte een eigen partij op die de campagne van Sisi actief steunde.